# Centrale nucléaire d'Emsland
La centrale nucléaire d'Emsland est installée à côté de Lingen dans l'arrondissement du Pays de l'Ems (Emsland) en Basse-Saxe.
Elle a été construite dans les années 1980, mise sur le réseau le 20 juin 1988 puis arrêtée définitivement le 15 avril 2023. 
Les propriétaires sont RWE (87,5 %) et E.ON (12,5 %).

## Caractéristiques
Elle est constituée d'un réacteur à eau pressurisée du type Konvoi, équipé de 193 éléments combustibles pour une masse de 103 tonnes de combustible lourd.
Sa production électrique nominale est de 1 400 MW. En retranchant les besoins propres de la centrale de 71 MW, la production disponible pour le réseau est de 1 329 MW.

## Mise à l'arrêt
La centrale nucléaire de Emsland est mise à l'arrêt définitif le 15 avril 2023. Pendant sa durée de vie, la centrale a produit 370,62 TWh, avec un facteur de charge moyen de 92,7 %.